# Augsburg
Augsburg är en kretsfri stad i regeringsområdet Schwaben och är den tredje största staden (efter München och Nürnberg) i förbundslandet Bayern i södra Tyskland. Folkmängden uppgick till cirka 266 600 invånare (2012) och hade vid årsskiftet 2022/23 ökat till cirka 303 000 invånare. Den är belägen i södra Bayern vid floden Lech på ett avstånd av cirka 60 kilometer från München. 
I staden finns såväl en teknisk högskola som ett universitet med juridisk, humanistisk, samhällsvetenskaplig och matematisk-naturvetenskaplig fakultet. Sammanlagt studerar där cirka 20 000 studenter.
Staden är en betydande handels- och industristad med bland annat maskin- och textilindustri. 

## Historia

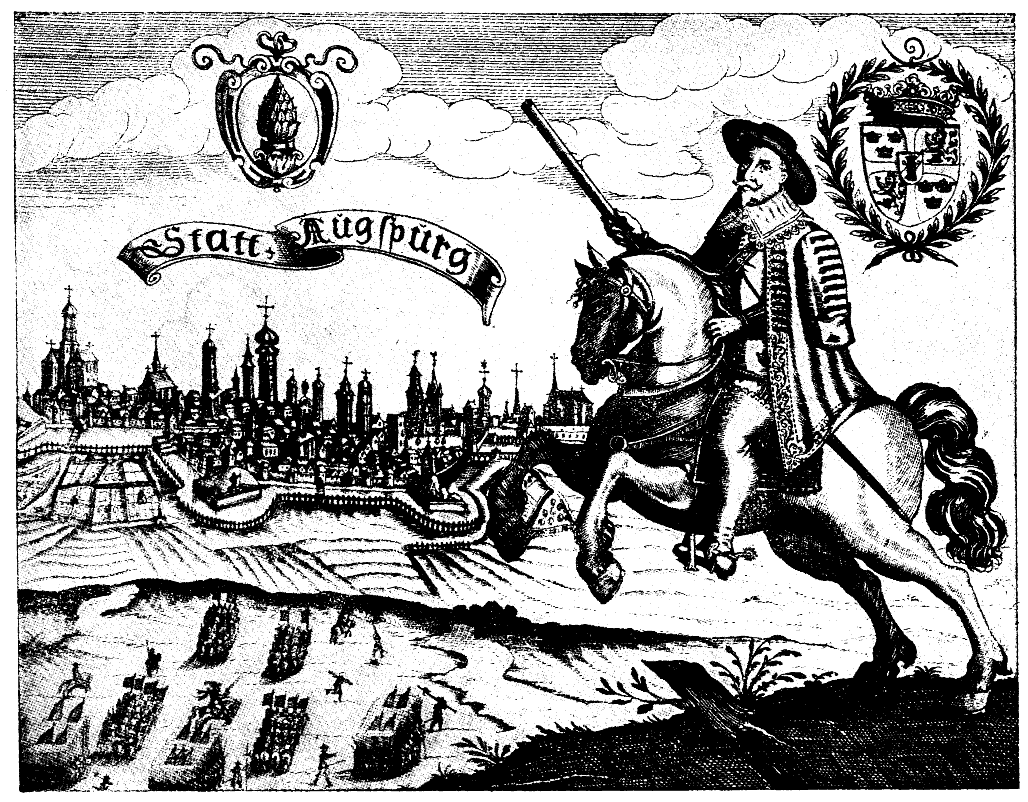
Hyllningsgravyr med anledning av Gustav II Adolfs, "befriarens", intåg i Augsburg 1632. Överst två sköldar med Augsburgs stadsvapen och svenska riksvapnet.

Augsburg grundades år 15 f.Kr. som en boplats för den romerska armén efter erövrandet av Vindelicien. Staden fick sitt namn efter kejsaren Augustus vars söner grundade Augsburg. Det romerska namnet var Augusta Vindelicorum, och staden omtalades redan av Tacitus som en betydande ort.
1268 förklarades Augsburg som en fri riksstad och uppblomstrade sedan genom handel och industri, konst och vetenskap. Den ägde sin högsta glans från mitten av 1400-talet till mitten av 1600-talet, då den var ett handelscentrum för handeln mellan södra och norra Europa, berömt genom sina rika patricierfamiljer (Fugger, Welser, Höchstetter, Herwart, Manlich m.fl.). 1488–1534 var staden huvudort för det schwabiska stadsförbundet.
Augsburg är även viktigt i reformationshistorien. 1518 hade Martin Luther där ett religionssamtal med kardinal Cajetanus, och den 25 juni 1530 hölls där den riksdag på vilken augsburgska bekännelsen fastställdes. 1548 utfärdade kejsar Karl V därifrån på ny riksdag det s.k. augsburgska interim. I staden slöts även religionsfreden 26 september 1555, genom vilken det gjordes slut på det schmalkaldiska kriget. Under trettioåriga kriget intogs Augsburg 1632 av svenska trupper, som stannade i staden fram till 1635.
I Augsburg ingicks 1686 ett förbund mellan Österrike, Spanien, Sverige samt de bayerska, franska och överrhenska kretsarna med anledning av Ludvig XIV:s planer som hotade Tyskland. Augsburg införlivades med Bayern genom freden i Pressburg 1805.
1800-talets industriella revolution ledde till att Augsburg utvecklades till en av Tysklands storstäder. I staden fick textilindustri och mekanisk verkstadsindustri en viktig roll. I Augsburg har MAN AG länge varit en viktig arbetsgivare. 
Augsburg skadades svårt under andra världskriget. Det var främst den kraftiga bombningen av staden som ledde till skadorna. Bland annat förstördes hälften av husen i Fuggerei. Skälet till bombningen var att skada den betydande militärindustrin i staden bland annat en MAN fabrik. 1945 intogs staden av den amerikanska sjunde armén och fick efter kriget en amerikansk militärbas. 
1972 hölls bland annat de olympiska kanottävlingarna i Augsburg.

## Stadsvapen

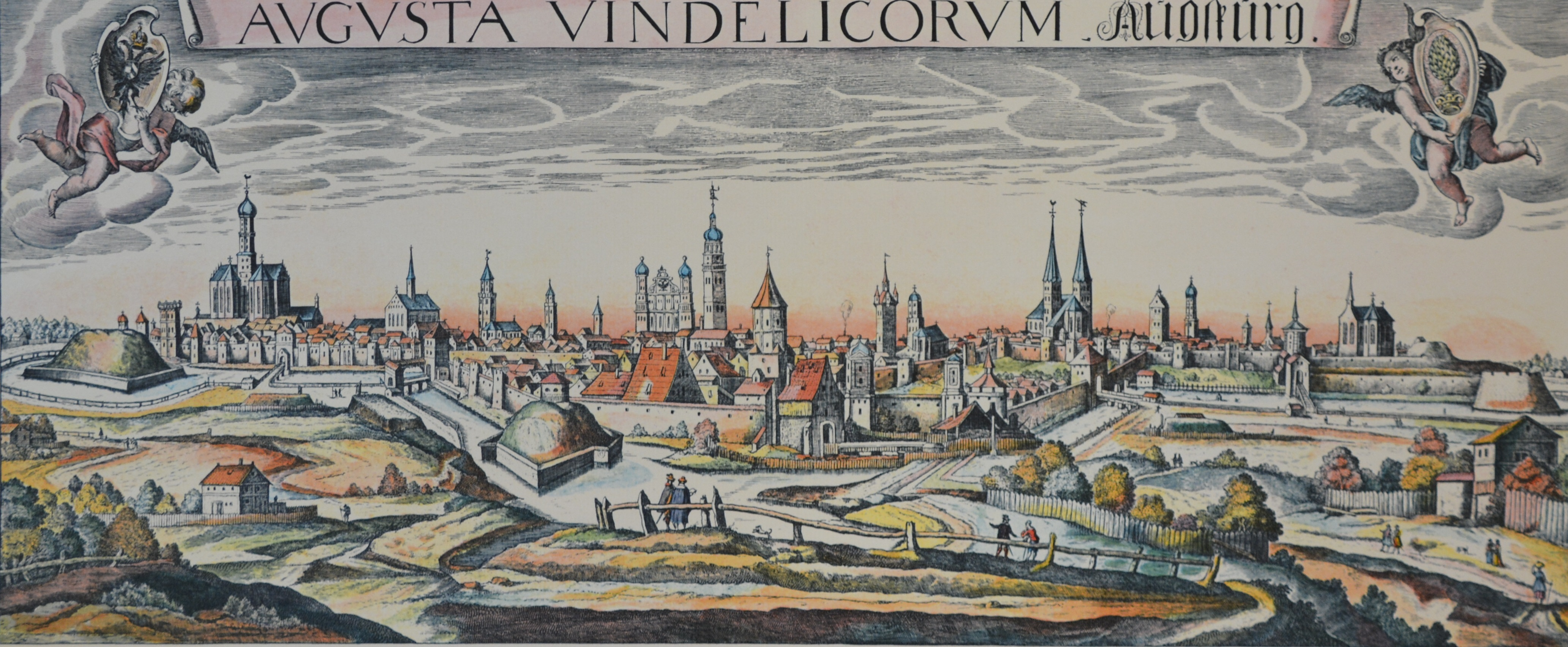
Augsburg 1585

Stadsvapnet är delat i ett rött och silverfärgat fält med en grön pinjekotte ovanpå en grön kapitäl. Stadens färgar är rött, grönt och vitt. Augsburg äldsta stadssigill härstammar från 1237 och visar en stadsport med två torn med mur och däröver en stjärna. I portvalvet står ett Lebensbaum, från 1260 en vindruveklase. På 1400-talet använde man en grön druva på en röd och vit bakgrund. Upphittandet av en pinjekotte (antagligen toppen av en romersk gravsten) gjorde en pinjekotte av druvan 1467. Murkronan går tillbaka till 1811 men dess betydelse är inte känd. Stadens färger är kända från 1372. I samband med Augsburg 2000-årsjubileum 1985 moderniserades stadsvapnet.

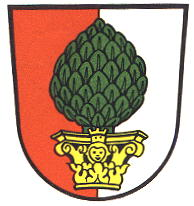
Stadsvapen 1811-1985

## Namnet Augsburg
Stadens namn kommer från stadens romerska namn, Augusta Vindelicorum. Den första delen av namnet Augusta kommer från att staden grundades av kejsar Augustus båda styvsöner Drusus och Tiberius år 15 f.Kr, till en början som militärläger. Den andra delen, Vindelicorum, kommer från latinets genitiv plural för folkstammen vindelikerna som då levde i området mellan Wertach (latin Vinda) och Lech (latin Licus). Tallkotten var, som stiliserad en talltapp, fälttecknet för den romerska legion som bebodde lägret och blev symbol för den senare romerska provinsstaden. Idag återfinns tallkotten på ett stort antal byggnader och murar över hela staden.

## Befolkningsutveckling

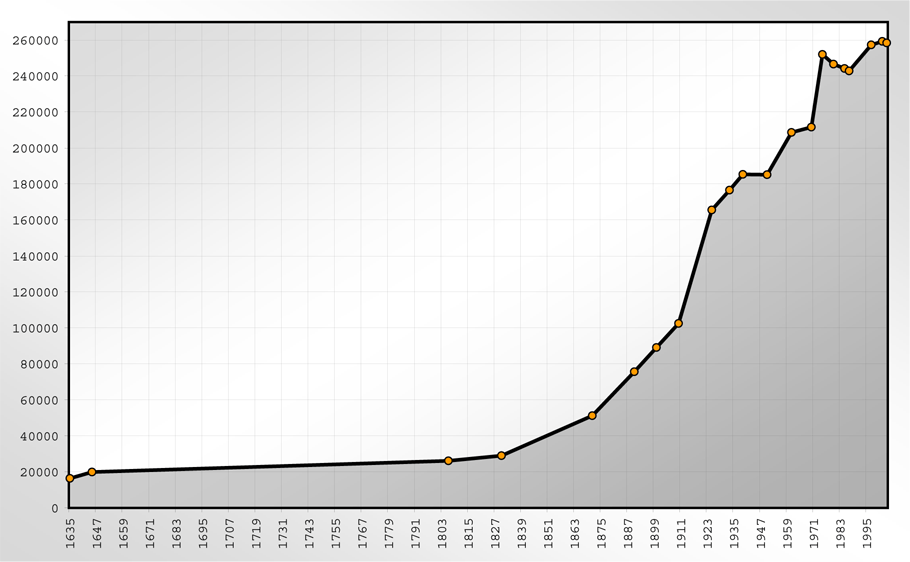
Augsburgs befolkningsutveckling.

Augsburg fick en kraftig befolkningsökning i samband med 1800-talets industrialisering. 1806 levde cirka 26 000 människor i staden vilket 1896 hade ökat till 80 000. Augsburg blev 1906 en av Tysklands storstäder (Großstadt) då antalet invånare överskred 100 000. Fram till 1939 steg invånarantalet till 185 000. Under andra världskriget förlorade staden 20 procent av sin befolkning (38 958 personer). Invånarantalet sjönk till 146 000 år 1945, sedan tillbaka till förkrigstalen fram till 1950. 1992 hade Augsburg sitt hittills största invånarantal med 264 852 invånare. 31 december 2009 uppgick folkmängden till 263 646 invånare.

## Storstadsområde
Många pendlar in till arbetsplatser och utbildningar i Augsburgområdets centrala delar, och hela pendlingsområdet omfattar, förutom Augsburg, ytterligare 47 omgivande städer och kommuner. Större förorter är bland annat Friedberg och Königsbrunn. 
| Områdestyp                  | Areal (km²) | Invånarantal 31 december 2009 | Densitet (inv/km²) |
| --------------------------- | ----------- | ----------------------------- | ------------------ |
| Kärnstad (Augsburg)         | 146,84      | 263 646                       | 1 795,46           |
| Kärnstadens närområde       | 170,32      | 113 205                       | 664,66             |
| Närliggande pendlingsområde | 1 174,19    | 198 332                       | 168,91             |
| Totalt                      | 1 491,35    | 575 183                       | 385,68             |

## Vänskapsorter
| Storbritannien | Inverness, Skottland (Storbritannien), sedan 1956 |
| Japan          | Amagasaki (Japan), sedan 1959                     |
| Japan          | Nagahama (Japan), sedan 1959                      |
| USA            | Dayton, Ohio (USA), sedan 1964                    |
| Frankrike      | Bourges (Frankrike), sedan 1967                   |
| Tjeckien       | Liberec (Tjeckien), sedan 2001                    |
| Kina           | Jinan, (Kina), sedan 2004                         |

## Näringsliv
Augsburg har flera stora verkstadsindustrier.
- EADS, luft- och rymdfartskoncern
- KUKA, industrirobotar och svetsanläggningar
- MAN AG, Maschinenfabrik Augsburg-Nürnberg
- NCR, datasystem för finansväsendet och kassasystem
- Siemens AG, Siemens Technopark Augsburg
- Fujitsu Computers, datorutveckling och tillverkning
- Osram, lamptillverkare
- Böwe Systec
- Verlagsgruppe Weltbild
- UPM-Kymmene (f.d. Haindl), pappersfabrik
- Walter Bau AG, bygg- och teknologikoncern (insolvens)
- ArvinMeritor (efter fusion med Zeuna-Stärker), underleverantör till fordonsindustrin

## Idrott

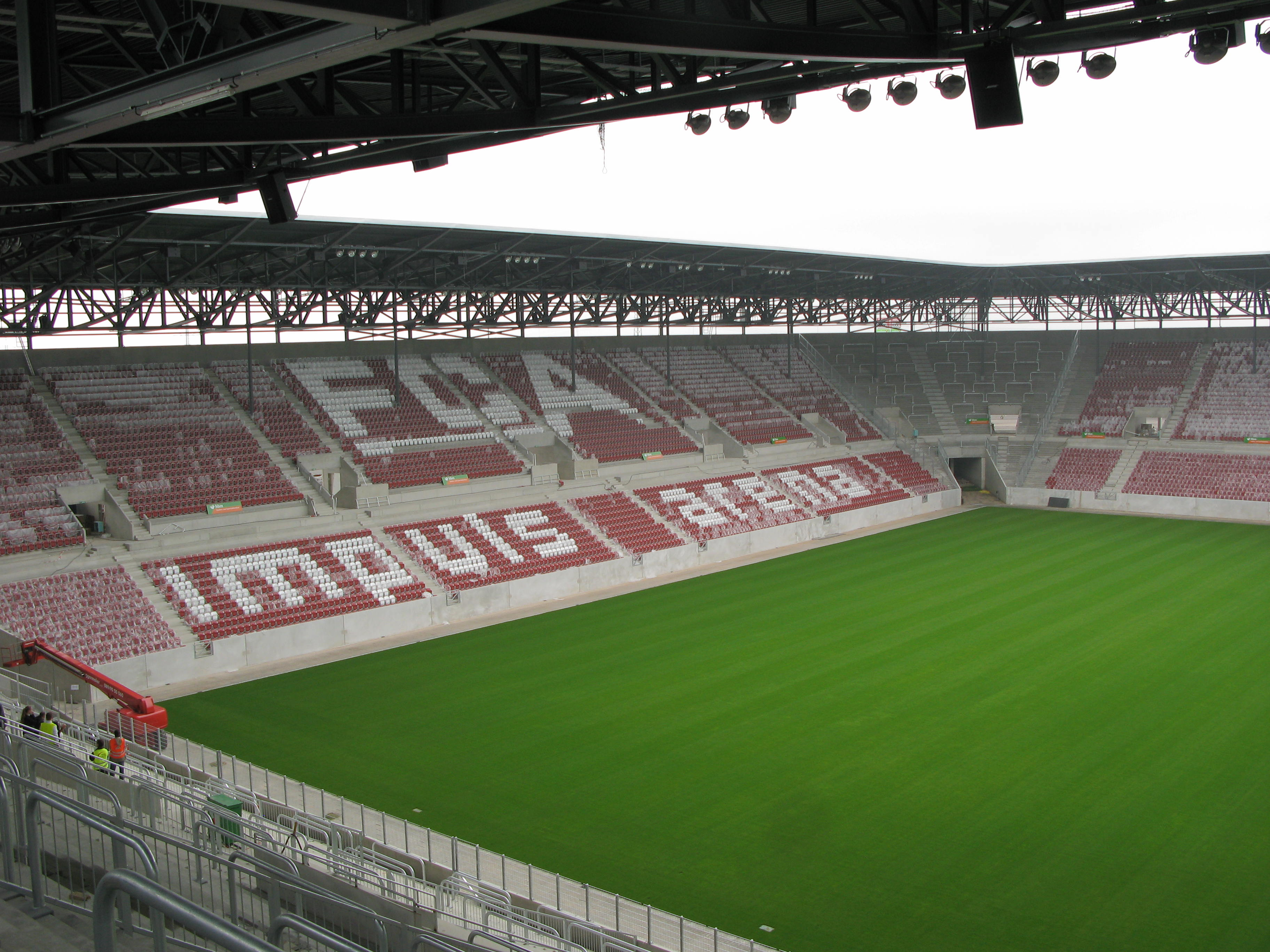
Impuls arena.

FC Augsburg är stadens mest framgångsrika lag och spelar i Bundesliga. I FC Augsburg har bl.a. landslagsspelarna Helmut Haller, Bernd Schuster och Karlheinz Riedle spelat. Haller skapade en fotbollshysteri när han på 1970-talet återkom till laget. FC Augsburg spelar idag på impuls arena. Stadens andralag TSV Schwaben Augsburg spelar i Ernst-Lehner-Stadion (döpt efter klubbens landslagsspelare Ernst Lehner) som ligger i västra utkanten av Siebentischwald. 
Rosenaustadion som byggdes under 1950-talet gjorde Augsburg till en av Västtysklands stora idrottsorter. På Rosenaustadion arrangerades bland annat fotbollslandskamper och stora friidrottstävlingar. Rosenaustadion var även värd för fotbollsmatcher under sommar-OS 1972. 
Ishockeylaget Augsburger Panther spelar i Curt-Frenzel-Stadion. Under OS i München 1972 förlades handbolls- och basketmatcher till Sporthalle Augsburg. Augsburg var även värd för kanottävlingar i OS som arrangerades vid Eiskanal. Eiskanal har plats till upp mot 24 000 åskådare och här arrangeras regelbundet tävlingar. För friidrotten finns Haunstetten med en 400-metersbana och konstisbana. För friidrotten är även Rosenaustadion ett alternativ.

## Mässor och arrangemang

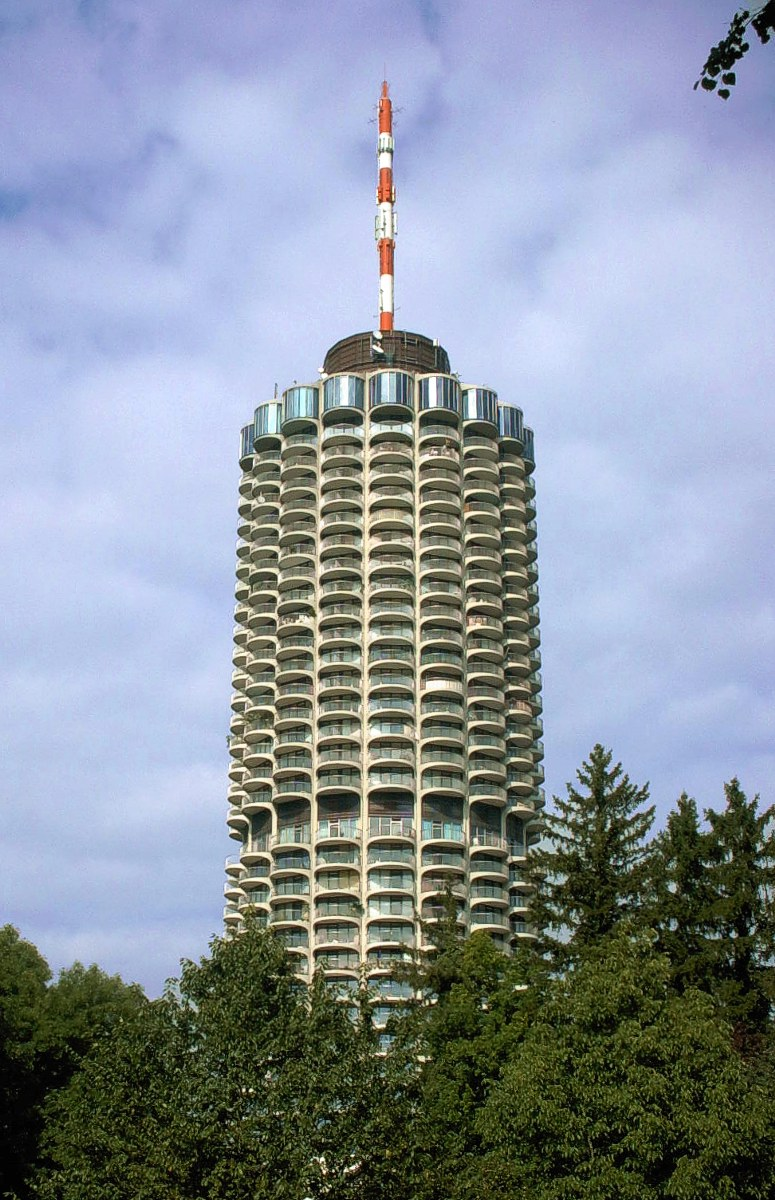
Hotelturm.

Ett starkt inslag i stadsbilden är det 158 meter höga Hotelturm tillhörandes Dorint Hotels som byggdes 1972, i folkmun även kallat ”majskolven”. Sedan 1988 har Augsburg ett stort mässområde vid väg B17 i Augsburg Süd. Den största av mässhallarna, Schwabenhalle, används för andra arrangemang som till exempel konserter och har plats för 4 000 besökare. Innan mässområdet öppnades ägde mässor som Augsburger Frühjahrsausstellung rum i tälthallar på ytor tillhörandes Wittelsbacher Park. Augsburger Kongresshalle i stadsdelen Antonsviertel har i sin största sal plats för 1 400 gäster. Sporthalle Augsburg har vid fullsatt stolar för 4 000 besökare. I samband med Mozartåret 2006 finns det olika arrangemang i Augsburg om Mozart. Augsburg vill därmed profilera sig som den tyska mozartstaden, då Mozarts far var född i Augsburg och hans släktingar härstammade från regionen.

## Kultur och sevärdheter
Augsburg har i sin historia alltid varit ett kulturellt centrum. Under medeltiden byggdes till exempel viktiga byggnader som Dom Unsere Liebe Frau och Basilika St. Ulrich und Afra som fortfarande präglar stadsbilden. De profetfönster som finns i domen är de enda exempel på romantikens glasmåleri i världen som finns kvar. I det medeltida etablerade sig även guld- och silversmeder. De skapade sig ett mycket gott rykte genom åren. 
Framför allt under renässansen, då konstnärer som Hans Holbein der Ältere eller Hans Burgkmair der Ältere verkade i staden, var Augsburg kulturellt en av de mesta betydelsefulla städerna norr om alperna. Under denna tid uppstod med rådhus, Prachtbrunnen (Augustusbrunnen, Herkulesbrunnen och Merkurbrunnen) och Fuggerei några av de viktigaste sevärdheterna. Även senare epoker har satt sina spår i Augsburg, framför allt rokokostilen, som också kallades Augsburger Geschmack (Augsburgsk smak), har med det biskoparnas residens och Schaenzler-Palais satt sina avtryck. 
Under den industriella revolutionen uppstod fabriksbyggnader som Schülesche Kattunfabrik, Glaspalast Augsburg och Fabrikschloss, och industrivillor som till exempel Gignoux-Haus, Villa Haag och Villa Silbermann. Jugendstilen har med Augsburgs synagoga (Augsburger Synagoge) och Herz-Jesu-Kirche i stadsdelen Pfersee kvarlämnat några viktiga byggnader. En annan sevärdhet i Augsburg är den olympiska kanotbanan (Kanu-Olympia-Strecke) från 1972.

## Personligheter
Kända personer med anknytning till Augsburg:
- Bertolt Brecht
- Rudolf Diesel
- Hans von Euler-Chelpin
- Marquard Freher
- Jakob Fugger
- Handelsfamiljen Fugger
- Leopold Mozart
- Bernd Schuster
- Helmut Haller